# Izraelský centrální statistický úřad
Izraelský centrální statistický úřad (hebrejsky: הלשכה המרכזית לסטטיסטיקה, Ha-liška ha-merkazit le-statistika), často zkracován jako CBS, je ústřední orgán izraelské vlády zajišťující sběr, zpracování a publikaci statistických údajů. Byl založen roku 1949 a jeho funkcí je zpracování a publikování statistik v oblasti sociálních, zdravotních, vzdělávacích, ekonomických, komerčních, průmyslových a dalších aktivit státu.
Je veden vládním statistikem, který je jmenován na základě doporučení ministerského předsedy.
Hlavní sídlo statistického úřadu se nachází v jeruzalémské čtvrti Giv'at Šaul s pobočkou v Tel Avivu.
Vládní ministerstva využívají data shromážděná CBS při utváření politických rozhodnutí, plánování a rozvoji. Data jsou rovněž dostupná pro potřeby akademických institucí a pro veřejnost.
Práce statistického úřadu odpovídá mezinárodně uznávaným standardům, díky čemuž je možné srovnání statistických informací s dalšími zeměmi. Shromažďuje aktuální, měsíční, čtvrtletní a roční data o národní ekonomice (produkce, spotřeba, vytváření kapitálu, produktivita práce, úspory), platební bilanci a zahraničním obchodu, aktivitě v různých odvětvích ekonomiky (primární, sekundární a terciární sektor), cenách zboží a služeb, populaci, velikosti rodin, zaměstnanosti, vzdělání, zdravotnictví, zločinnosti, vládních službách apod. Každých deset let provádí sčítání lidu (census) a kromě toho též jak pravidelné, tak jednorázové průzkumy týkající se řady témat.
Na práci statistického úřadu dohlíží veřejná statistická komise. Zpracovaná data jsou šířena v široké řadě publikací, mezi něž patří například Statistický přehled o Izraeli.